# Thalassodromeus

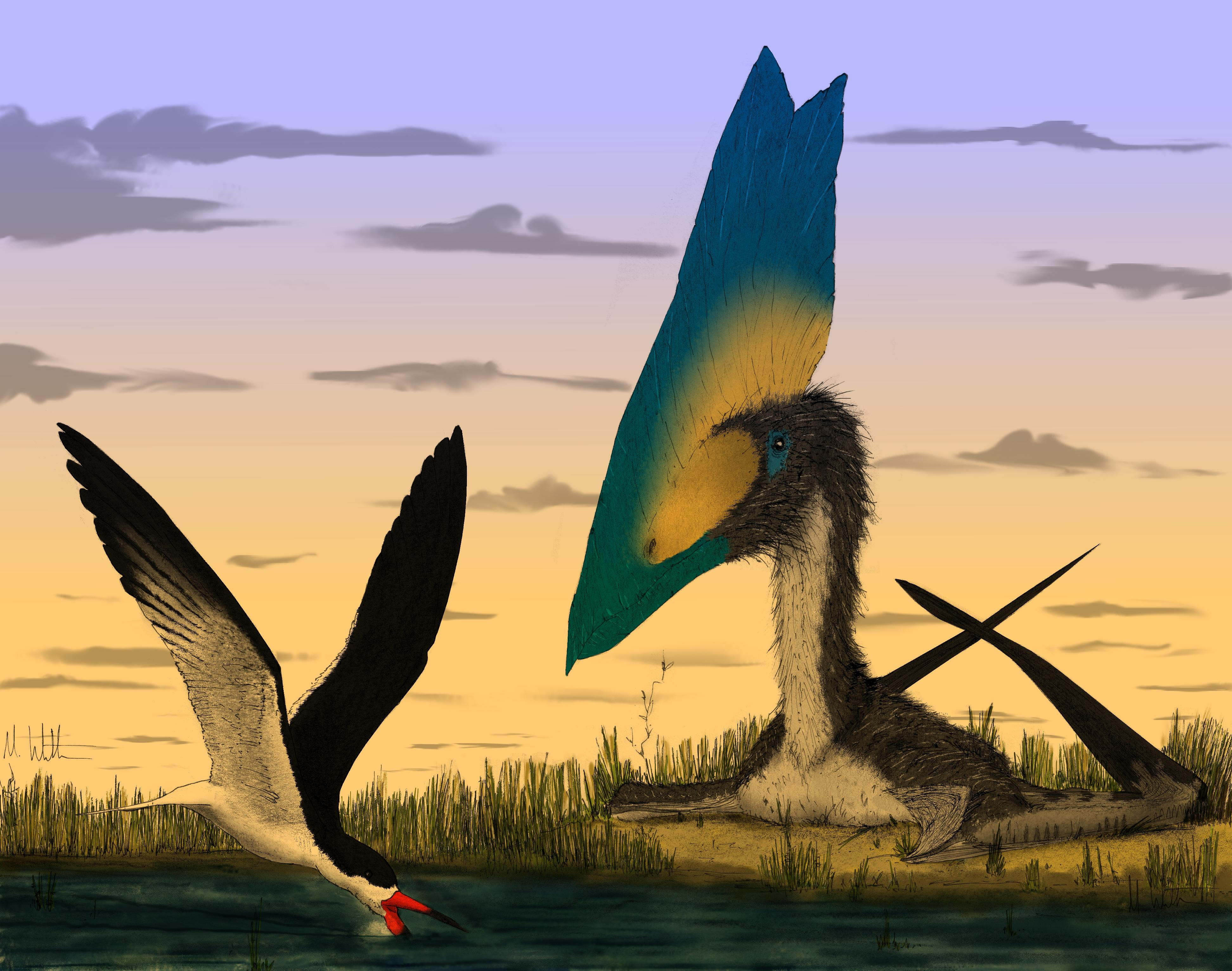
Thalassodromeus sethi door Mark Paul Witton, dubieus kijkend naar de vangstmethode der Schaarbekken

Thalassodromeus is een geslacht van uitgestorven pterosauriërs behorend tot de groep van de Pterodactyloidea, dat leefde tijdens het Vroeg-Krijt in het gebied van het huidige Brazilië.

## Vondst en naamgeving

Volgens Veldmeijer is de soort eigenlijk vernoemd naar Amon

De soort Thalassodromeus sethi is in 2002 benoemd en beschreven door Alexander Kellner en Diogenes de Almeida Campos. De geslachtsnaam is afgeleid van het Klassiek Griekse thalassè, 'zee' en dromeus, 'hardloper', een verwijzing naar de vermeende levenswijze als door de golven scherende viseter. De soortaanduiding verwijst naar de Egyptische god Seth vanwege de overeenkomende hoofdtooi. André Jacques Veldmeijer heeft erop gewezen dat Kellner Seth vermoedelijk verwarde met de god Amon Ra die een veel sterker gelijkende kroon draagt.

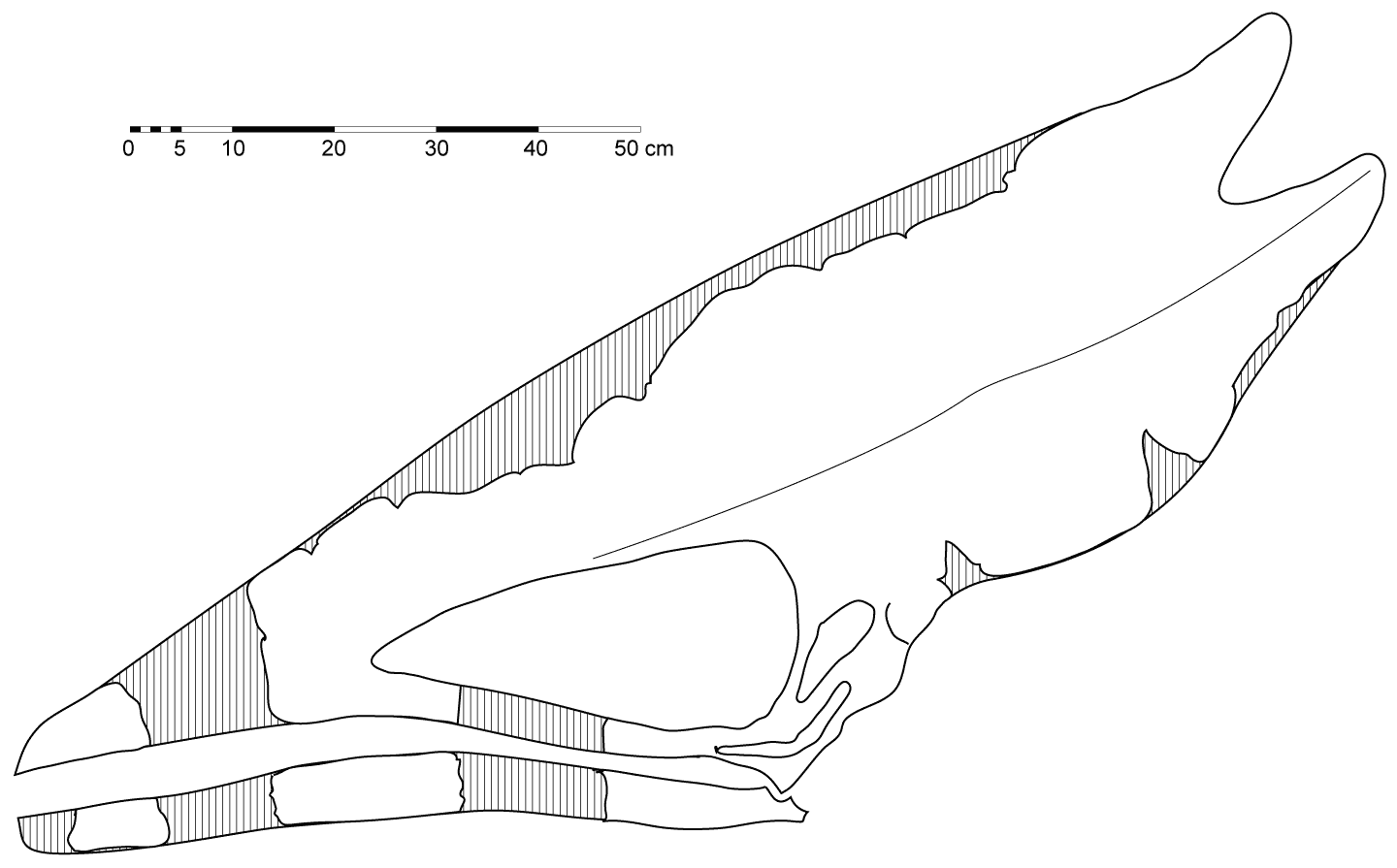
DGM 1476-R

Het fossiel, holotype DGM 1476-R, is gevonden in de Santanaformatie en werd in 1983 verworven door Campos. De preparatie heeft zeer lang geduurd omdat het omhullende kalkgesteente geleidelijk in een zuurbad werd opgelost. Het bestaat uit een beschadigde schedel met onderkaken. Het betreft een volwassen dier. Na 2006 werd het zuurbad voortgezet wat ook het verhemelte blootlegde. Op basis hiervan kwam het in 2018 tot een vernieuwde beschrijving.
Naast het holotype is ook wel een stuk onderkaak aan Thalassodromeus toegeschreven: specimen DGM 1476-M. Het bleek later echter te gaan om een afgietsel van een ander specimen, NMSG SAO 251093, dat benoemd is als Banguela.

## Beschrijving

### Grootte en onderscheidende kenmerken
De vleugelspanwijdte is geschat op 4,35 meter en het gewicht op zes à zeven kilogram.
In 2018 werd een aantal autapomorfieën, unieke afgeleide kenmerken, aangegeven voor het geslacht als zodanig. De voorste vergroeiing van de onderkaken, de symfyse, heeft een dwarsdoorsnede als een symmetrische vliegtuigvleugel zodat het voorste deel van de onderkaak zowel een gekielde bovenrand als onderrand heeft. De bovenkant van het beenplateau achter de symfyse wordt uitgehold door een kleine lengtegroeve.
Daarnaast werden ook autapomorfieën aangegeven voor de soort Thalassodromeus sethi op zich. Het achterste uiteinde van het premaxillaire deel van de schedelkam is V-vormig. De beennaad tussen het deel van de kam dat door de praemaxillae gevormd wordt en het deel dat door de voorhoofdsbeenderen en de wandbeenderen gevormd wordt, vormt een rechte lijn. Het voorste deel van de praemaxillae heeft een scherpe bovenrand en onderrand. Het oppervlak van het verhemelte achter de verhemeltekiel is sterk hol. De openingen achter het verhemeltebeen zijn verkleind en eirond. Het buitendeel van het ectopterygoïde is vergoot en plaatvormig.

### Skelet

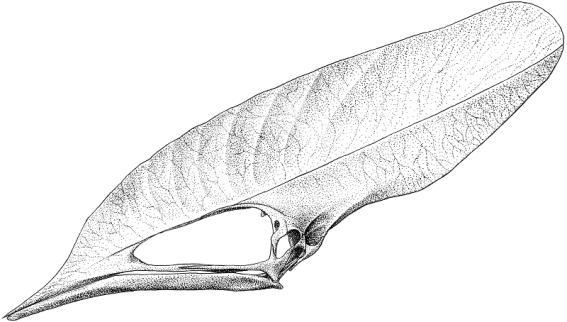
Headden dacht dat de kam achteraan rond was en de onderkaken naar beneden bogen maar vergiste zich volgens Kellner daarin

De schedel heeft een lengte van 142 centimeter. De afstand tussen snuitpunt en kaakgewricht bedraagt ongeveer vijfenzestig centimeter. Van deze laatste lengte maakt de snuit ongeveer 82% uit. De snuit draagt echter een enorme kam die in een rechte lijn schuin naar achteren tot ver over het achterhoofd doorloopt en vermoedelijk in twee punten eindigt. Deze kam bestaat op het bovenprofiel uit de vergroeide praemaxillae en, aan de onderkant, voorhoofdsbeenderen en wandbeenderen; ertussen is een duidelijke beennaad. De schedelkam loopt door tot over het supraoccipitale van het achterhoofd. De kam is slechts één millimeter dik maar desalniettemin gepneumatiseerd: luchtkamers zijn zichtbaar bij beschadigde delen. Ook de voorhoofdsbeenderen tonen holten. Boven de oogkas bevindt zich een klein ovaal venster dat schuin naar achteren en boven gericht is. Het schijnt niet het gevolg te zijn van een ziekte. In de binnenrand van dit venster liggen vijf kleinere foramina, drie in de achterste bovenrand en twee in de achterste onderrand, die een verbinding vormen met de luchtkamers van de kam. Een dergelijke structuur is van geen enkele andere pterosauriër bekend. De kam heeft achteraan een grote V-vormige inkeping waarvan het diepste deel nog in het premaxillaire gedeelte ligt, dus boven de beennaad. Deze inkeping is niet het gevolg van een beschadiging daar de cortex van het bot nog duidelijk zichtbaar is. Voor de oogkas ligt een grote fenestra nasoantorbitalis, een opening met een lengte van vierenveertig centimeter. Dit venster is eirond met achteraan de grootste hoogte van twintig centimeter. Dat impliceert ook een hoog traanbeen dat van het neusbeen nog gescheiden is door een zwakke beennaad. In de fenestra nasoantorbitalis steekt een klein nasaal uitsteeksel, niet doorboord door een foramen. De oogkassen staan vrij laag. De oogkas is smal en heeft maar de helft van de hoogte van de fenestra nasoantorbitalis. Delen van een het oog ondersteunende scleraalring zijn bewaard gebleven. Jukbeen, quadratojugale en quadratum zijn naadloos versmolten. Het kan daardoor niet worden nagegaan of het jukbeen driestralig of vierstralig is, in dat laatste geval met een extra achterste tak. Het quadratum helt onder een hoek van 125° naar achteren. Het onderste slaapvenster is spleetvormig. Het squamosum vormt een brede hoek op het achterhoofd.

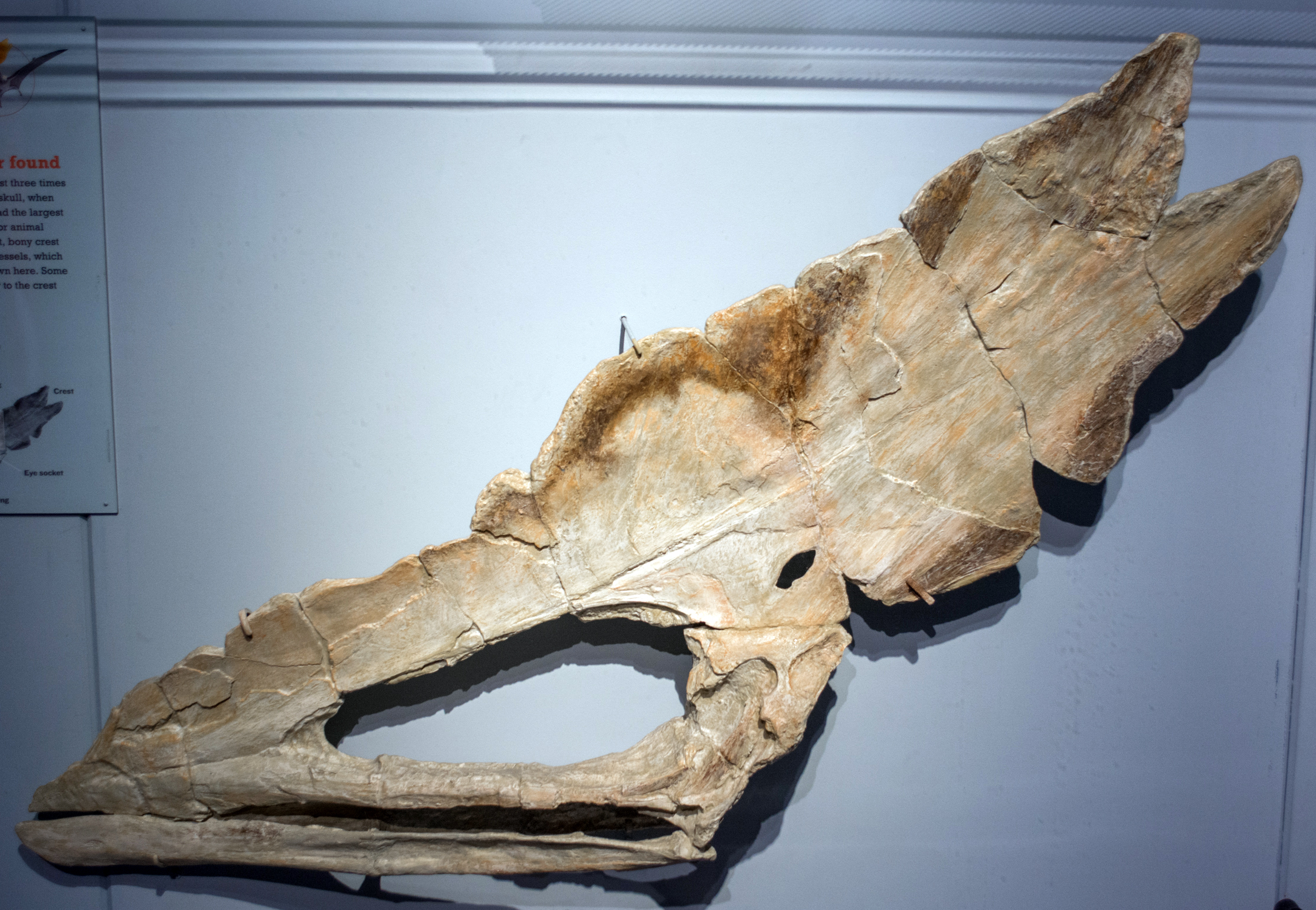
Afgietsel van het holotype

Het achterhoofd is relatief breed. Het supraoccipitale loopt naar beneden uit tot de rand van het kleine ronde achterhoofdsgat. Het wordt zijdelings begrensd door de schuin naar boven en bezijden gerichte achterste slaapvensters. Boven ieder venster ligt een groot foramen met een doorsnede van een centimeter. Het basioccipitale loopt naar beneden uit in het hoge basisfenoïde, zijdelings begrensd door de zeer grote ovale achterste schedelopeningen, twaalf centimeter hoog, die tussen het achterhoofd en de quadrata liggen.
Van het verhemelte is ongeveer de helft bewaard. Bij de beschrijving in 2018 ging men uit van de traditionele interpretatie met een ver naar voren gelegen verhemeltebeen. Er is vooraan een scherpe middennaad op het verhemelte dat achteraan echter tamelijk hol is. De voorste punt is spits en buigt iets naar beneden zodat bij sluiting van de muil vermoedelijk een klein hiaat open bleef. Spleetvormige foramina wijzen op de aanwezigheid van een hoornsnavel. De middenrichel loopt naar achteren uit in een ware kiel. Die kiel past in de lengtegroeve in het beenplateau achter de symfyse van de onderkaken. De kiel is overdwars bol afgerond. De lengte van de choanae kan niet worden vastgesteld; de fenestra postpalitinae zijn erg klein. Dat komt doordat het ectopterygoïde, de verbinding met het jukbeen, sterk plaatvormig naar voren uitsteekt. Dit stuk is bedekt met zwakke verruwingen voor de spieraanhechting. Anders dan eerder aangenomen raakt bij het fossiel het ectopterygoïde het pterygoïde. De grote fenestrae subtemporales worden in tweeën gedeeld door zijtakken van de pterygoïden, contra hypothesen dat dit alleen bij basale pterosauriërs voorkomt. Het venster tussen beide pterygoïden is vrij groot en langer dan breed.
De kaken zijn tandeloos en vooraan puntig. De kaakranden zijn scherp. De onderkaken, die bij het fossiel aan stukken liggen, hebben een geschatte lengte van 67 tot 68 centimeter. De symfyse maakt daar ongeveer tweeëndertig centimeter van uit. Het beenplateau, begrensd door brede opstaande scherpe randen, achter de symfyse meet zeventien centimeter. Het plateau loopt bovenop zevenendertig millimeter verder naar achteren uit dan onderop. De onderzijde van dit stuk heeft een lengtegroeve. Het voorste deel van de symfyse vormt zowel bovenop als onderop een scherpe snijrand, zodat de beschrijvers van een kiel spraken. De voorkant op zich buigt niet naar beneden. De achterste takken van de onderkaken hebben ook een scherpe bovenrand. Deze takken hebben opvallend grote en diepe uithollingen, vijfenzestig millimeter lang, voor de sluitspieren. Het korte retroarticulair uitsteeksel heeft een ronde uitholling op de bovenzijde. Het onderste kaakgewricht is breed en diep met een extra brede binnenste uitholling. De vorm van het gewricht wijst erop dat het dier zijn muil onder een hoek van 50° kon opensperren.

## "Thalassodromeus oberli"
Veldmeijer heeft in 2005 een stuk onderkaak, SAO 251093, aan Thalassodromeus sethi toegewezen. Daarna overwoog hij het 'Thalassodromeus oberli' te noemen in zijn proefschrift, maar de naam zou dan slechts een nomen ex dissertatione of in het algemeen een nomen non rite publicatum gebleven zijn. In 2014 werd dit door Jaime Headden tot een apart geslacht gemaakt, Banguela met als typesoort Banguela oberlii. Bij gelegenheid van de herbeschrijving in 2018 werd Thalassodromeus oberlii formeel benoemd, toen bleek dat de soort deel uitmaakte van de Thalassodrominae. De soortaanduiding verwijst naar de Zwitserse verzameling van Urs Oberli.

## "Thalassodromeus"sebesensis
In 2014 werd een klein Roemeens specimen, ODA-28 afkomstig van het Hațegeiland uit het Maastrichtien, ondanks een leeftijdsverschil met de typesoort van tweeënveertig miljoen jaar benoemd als een volgende soort van Thalassodromeus: Thalassodromeus sebesensis. De soortaanduiding verwijst naar de vindplaats bij Sebeş. De soort heeft net als Thalassodromeus sethi een kam maar deze is speciaal uitgebreid op de snuit. De vondst zou wijzen op een laat overleven van de thalassodrominen dat weer gepaard zou zijn gegaan, in een proces van co-evolutie, met de ontwikkeling van bloeiende planten, waarvan deze pterosauriërs de vruchten zouden hebben gegeten.
Hetzelfde jaar nog werd in een publicatie aannemelijk gemaakt dat het vermeende pterosauriërfossiel in feite een stuk van het borstschild, een stuk rechterhypoplastron met het xiphiplastron, was van de schildpad Kallokibotion. De naamgevers bleven echter bij hun oorspronkelijke identificatie.

## Fylogenie
Kellner plaatste Thalassodromeus in de Tapejaridae. Andere analyses echter tonen dat de soort meer verwant is aan Azhdarchidae. In ieder geval is hij nauw verwant aan Tupuxuara; sommige onderzoekers noemen hun gezamenlijke afstammingsgroep, klade, de Thalassodrominae.
De Britse onderzoekers David Martill en Darren Naish meenden in 2006 dat Thalassodromeus een soort was binnen het geslacht Tupuxuara maar herzagen hun mening al in 2007.

## Levenswijze

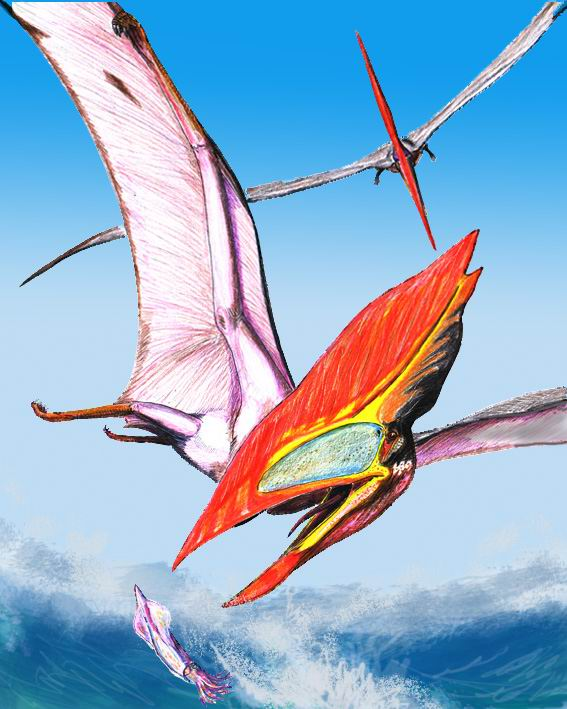
Zoals Kellner de vangstmethode van Thallassodromeus zag

Kellner meende dat de soort met zijn scherpe kaken op de wijze der schaarbekken door de golven scheerde totdat hij op een vis stiet; die kaken zouden zelfs iedere andere vangstmethode hebben uitgesloten. Later onderzoek heeft aangetoond dat zo'n gedrag voor zo'n grote soort veel meer aan energie zou kosten dan het ooit aan voedsel zou kunnen opleveren. Bij de proeven werd de onderkaakvorm van DGM 1476-M, beschreven door Veldmeijer, gebruikt; hoewel die vrij smal was, had hij niet de extreme scherpte van de kaak van een schaarbek; ook het kaakgewricht toont geen duidelijke versterking om de krachten van een botsing met de prooi op te vangen. Een alternatieve voedselbron vormden wellicht vruchten.
De kam diende dus niet om het water te doorklieven maar ter communicatie binnen de soort of voor soortonderscheid met de andere in de levensgemeenschap voorkomende thalassodrominen. Misschien was hij daartoe fel gekleurd. Volgens Kellner wijst de aanwezigheid van een dicht vaatstelsel in de kam op een goede doorbloeding en een functie in de regeling van de lichaamstemperatuur.

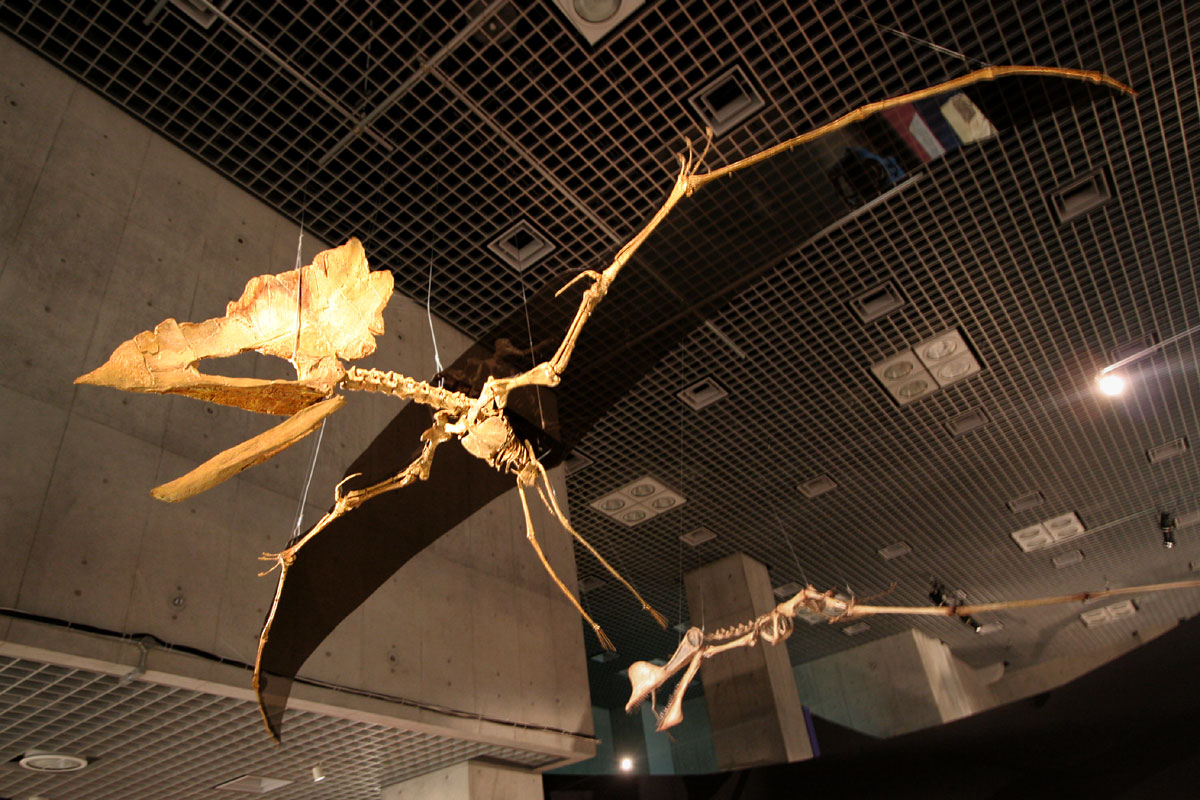